# 朱莉娅·M·H·史密斯
朱莉娅·M·H·史密斯（1956年5月29日—）是一位英国历史学家，本科毕业于剑桥大学纽纳姆学院，博士毕业于牛津大學基督聖體學院，曾任格拉斯哥大學教授，现为牛津大学万灵学院教授，主要作品有《罗马之后的欧洲》（Europe after Rome: a New Cultural History 500–1000）等。